# Sawsan Badr
Sawsan Badr (Suzanne Ahmed Badr El Deen; em árabe: سوسن بدر) (Cairo, 25 de setembro de 1961) é uma atriz egípcia de cinema, teatro e televisão, mais conhecida no Ocidente por ter interpretado a princesa Misha'al bint Fahd al Saud no polêmico filme anglo-americano Morte de uma Princesa (1980). Sua performance no filme lhe rendeu o banimento da indústria do entretenimento egípcia, altamente dependente dos petrodólares sauditas. No entanto, a medida teve o efeito contrário, tornando Sawsan uma das atrizes mais requisitadas do Egito.
A atriz é conhecida em sua terra natal por sua sua beleza, tendo sido apelidada de "a Nefertiti do cinema egípcio". Em 2010 ganhou o prêmio de melhor atriz no 34° Festival de Cinema do Cairo pelo filme Lust.